# Iglesia ni Cristo

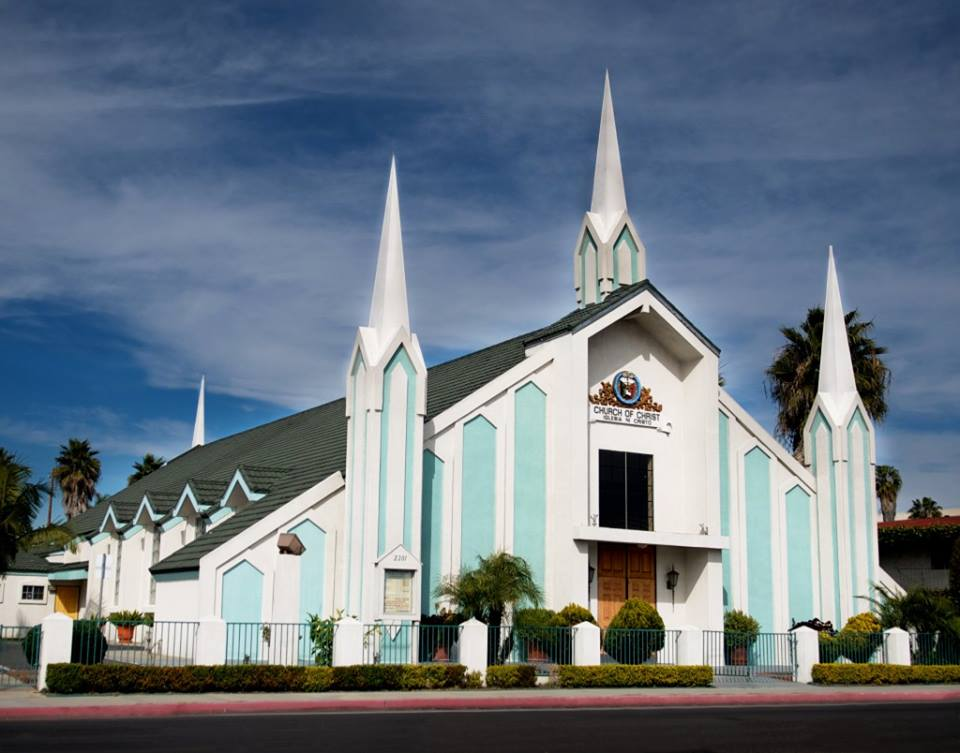
Kirchenbau

Die Iglesia ni Cristo, abgekürzt INC, auch Iglesya ni Kristo (IPA: [iːˈglɛ.ʃɑː niː ˈkriːstəʊ], Tagalog für „Kirche Christi“), ist eine christliche Kirche mit etwa 2,7 Millionen ganz überwiegend philippinischen Mitgliedern. Die Religionsgemeinschaft wurde 1914 durch Felix Manalo begründet, damit begannen nach Ansicht der Kirche die „letzten Tage“ vor der Wiederkunft Christi. Die „Iglesia ni Cristo“ versteht sich als Wiederherstellung des Urchristentums.
Die Mitgliedschaft entsteht durch die Taufe, der ein Bibelstudium vorausgehen muss. Die Dreieinigkeitslehre wird von der Glaubensgemeinschaft aufgrund ihres Bibelverständnisses abgelehnt, der Vater sei demnach der einzige wahre Gott, und Christus sei von ihm erschaffen worden. Die Kirche lehrt die Ganztodtheorie und den Glauben an eine Auferstehung am Ende des tausendjährigen Reiches Christi.